# Царево (община)
Царево (болг. Община Царево) — община в Болгарии. Входит в состав Бургасской области. Население составляет 9813 человек (на 15 мая 2012 года).
Административный центр — город Царево.
Площадь территории общины — 530,01 км².
Кмет (мэр) общины Царево — Георги Лапчев (Граждане за европейское развитие Болгарии, ГЕРБ) по результатам выборов 2011 года.

## Состав общины
В состав общины входят следующие населённые пункты:
1. Ахтопол
2. Бродилово
3. Болгари
4. Варвара
5. Велика
6. Изгрев
7. Кондолово
8. Кости
9. Лозенец
10. Резово
11. Синеморец
12. Фазаново
13. Царево